# Пам'ятник вченому, академіку Іванові Горбачевському
Пам'ятник вченому, академіку Іванові Горбачевському — пам'ятник українському хіміку, гігієністу та епідеміологу, термінографу, громадсько-політичному, освітньому діячу Іванові Горбачевському в місті Тернополі. Пам'ятка монументального мистецтва місцевого значення, охоронний номер 1684.
Пам'ятник розташований біля морфологічний корпусу Тернопільського державного медичного університету [Архівовано 18 січня 2022 у Wayback Machine.] на вул. Руській, 12.
Скульптор Олександр Маляр зобразив Івана Горбачевського в задумі, що сидить на лавці. Архітектор — Руслан Білий. Матеріал — бронза.
На відкритті пам'ятника 4 червня 2004 року були присутні ректор медичного вишу Леонід Ковальчук, голови Тернопільської облдержадміністрації Іван Курницький та обласної ради Анатолій Жукінський.